# Howard Carpendale

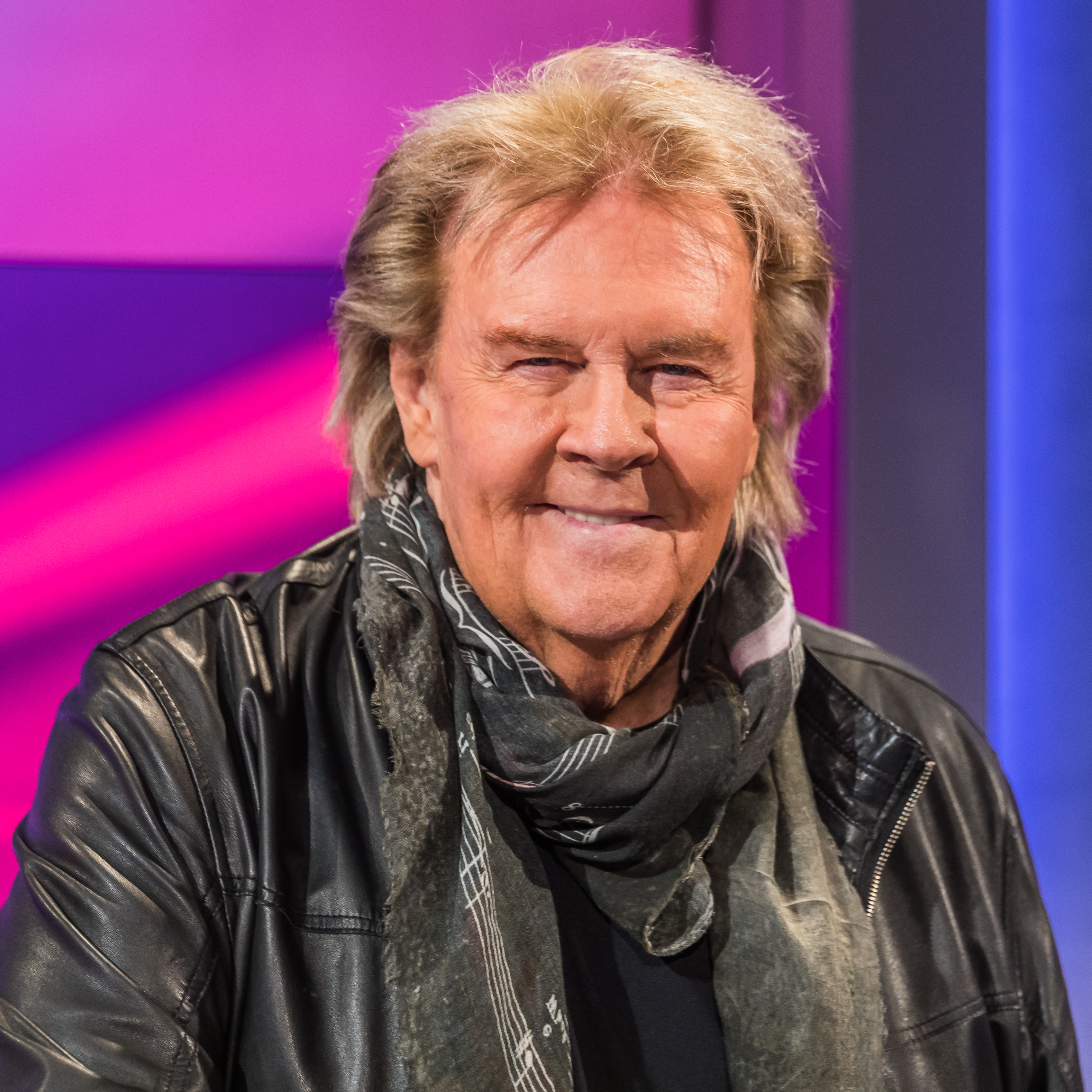
Howard Carpendale, 2024

Howard Victor Carpendale (* 14. Januar 1946 in Durban, Südafrika) ist ein deutsch-südafrikanischer Schlagersänger und Komponist. Seine größten Single-Hits hatte er in den deutschsprachigen Ländern in den 1970er und 1980er Jahren, darunter Ti amo (1977) und Hello Again (1984). Im Lauf seiner Karriere wurden über 65 Millionen seiner Tonträger verkauft.

## Karriere

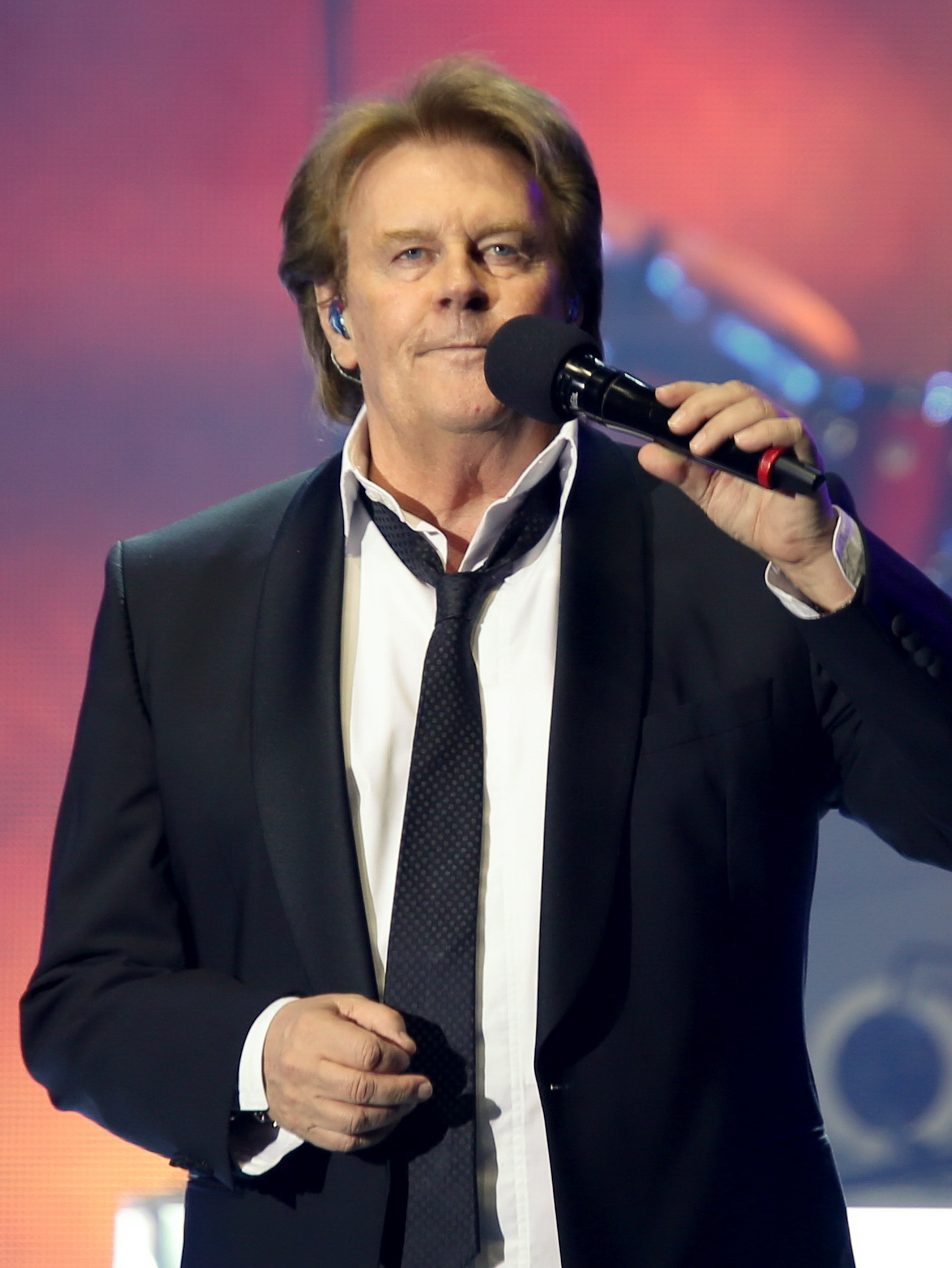
Howard Carpendale, 2016

### Musikalische Anfänge
Nach erfolglosen Versuchen als Beat-Sänger und Elvis-Presley-Imitator in Südafrika siedelte Carpendale 1966 in das Vereinigte Königreich über. Dort arbeitete er unter anderem als Sänger einer Beat-Band. In Deutschland trat er erstmals einige Wochen in einem Nachtlokal in Düsseldorf und dann in einem Wirtshaus in Norddeich auf. Nach dem Erwerb einer Aufenthaltsgenehmigung blieb er in Deutschland und tingelte durch weitere Lokale.

### 1966–1990: Plattenvertrag und erste Erfolge
Bei einem Besuch in Köln stellte sich Carpendale bei der Schallplattenfirma Electrola vor und erhielt einen Vertrag. Von seiner ersten Platte, Lebenslänglich, wurden 60.000 Exemplare verkauft. 1969 hatte er mit einer deutschen Coverversion des Beatles-Songs Ob-La-Di, Ob-La-Da seinen ersten Hit. Ein Jahr später belegte er mit Das schöne Mädchen von Seite Eins den ersten Platz beim Deutschen Schlager-Wettbewerb 1970.
In den folgenden Jahren blieben größere Erfolge aus, und Carpendale begann, Lieder selbst zu komponieren und zu produzieren. Damit wurde er einer der erfolgreichsten Schlagersänger in Deutschland. Ab 1974 kamen Eigenkompositionen wie Da nahm er seine Gitarre, Du fängst den Wind niemals ein und Nachts, wenn alles schläft heraus. Mit seinem Gitarristen, Joachim Horn, und Fred Jay schrieb er deutsche Texte zu ausländischen Hits, darunter Los hombres no deben llorar/Love me like a stranger (Fremde oder Freunde), Lu Le La (Deine Spuren im Sand), (Sittin’ On) The Dock of the Bay (Armer alter reicher Mann), Ti amo und Living Next Door To Alice (Tür an Tür mit Alice). An Komposition und Text des Titelliedes Hurra, hurra, der Pumuckl ist da der TV-Kinderserie Meister Eder und sein Pumuckl war er zusammen mit Joachim Horn-Bernges und Ulrich König beteiligt. Er trat regelmäßig in den Fernseh-Musiksendungen ZDF-Hitparade und disco auf. In ersterer hatte er später, im Jahr 1984, ein Comeback mit einem seiner größten Hits, Hello Again. Das Lied wurde auf Platz zwei gewählt, und Carpendale trat damit auch in der Jahresshow Superhitparade auf.

### 1991–2006: Rückzug
Nachdem im Februar 1991 sein Album Ganz nah Platz 8 der deutschen Albencharts erreicht hatte, erschien im Mai 1992 das Studioalbum Mit viel, viel Herz, das sich in Deutschland auf Platz 19 und in Österreich auf Platz 36 – erstmals seit 1984 – platzierte. 1994 hatte er mit dem Album Ich bin da einen weiteren Chart-Erfolg in Deutschland (7. Platz). Das im März 1996 erschienene Album Kein Typ für eine Nacht erreichte Platz 45.
1999 hatte Carpendale einen kurzen Auftritt am Schluss des Videoclips zu Le Smou der Fantastischen Vier. Selbstironisch spielt er hier Smudo, der aus einer geschlossenen Anstalt ausbricht, nach einigen Eskapaden wieder eingeliefert und von seinen Fans gefeiert wird.
Im Jahr 2003 kündigte Carpendale seinen Rückzug aus dem Musikbusiness an. Am 13. Dezember 2003 trat er zu seinem letzten Konzert in der Kölnarena auf. Nach eigenen Aussagen wollte er sich neuen Herausforderungen stellen, zum Beispiel der Schauspielerei. 1994 hatte er die Hauptrolle in der RTL-Fernsehserie Matchball und 2001 eine tragende Rolle in der US-Serie Dark Realm gespielt.
2004 wurde Carpendale mit dem Echo-Musikpreis für sein Lebenswerk geehrt. Im Sommer 2005 veröffentlichte seine erste Plattenfirma, EMI Electrola, seine kompletten LPs von 1969 bis 1990 als Doppel-CD.

### Seit 2007: Comeback und weitere Karriere
Am 18. September 2007 erklärte Carpendale in der Talkshow von Johannes B. Kerner, dass er ab April 2008 zehn Konzerte in Deutschland geben werde. In Deutschland erschien am 2. November 2007 sein neues Album, 20 Uhr 10, das sich eine Woche danach auf Platz 4 der Mediacontrol-Charts platzierte. Im September 2009 folgte Stark, ein weiteres Studioalbum, das Platz 2 und Goldstatus erreichte. 2011 veröffentlichte er Das alles bin ich (ebenfalls Goldstatus).
Im Februar 2012 spielte Carpendale in dem Fernsehfilm Lebe dein Leben die Rolle des Jonathan Clark an der Seite seines Sohnes, Wayne Carpendale.
Im Dezember 2012 gab Carpendale bekannt, sich von seinem langjährigen Manager Dieter Weidenfeld einvernehmlich getrennt zu haben. Im Oktober 2013 erschien Viel zu lang gewartet, das erste Studioalbum, das ohne sein altes Management produziert worden war, und erzielte Platz 9 in den deutschen Albumcharts. Mit dem im März 2015 veröffentlichten Album Das ist unsere Zeit erreichte Carpendale erstmals seit 2009 wieder Platz 2.
Im Oktober 2016 war er in der Filmkomödie Unsere Zeit ist jetzt in der Rolle des Siggi zu sehen. Im September 2017 kam sein Album Wenn nicht wir heraus, das sich in den Top Ten platzierte.
Im Oktober 2019 kam sein Album Symphonie meines Lebens heraus, das Neuaufnahmen seiner großen Erfolge mit dem Royal Philharmonic Orchestra enthielt und 2020 mit einem weiteren Album fortgesetzt wurde. Im Januar 2020 erschien außerdem Wegen dir (Nachts wenn alles schläft), eine neue Version seines Hits Nachts wenn alles schläft im Duett mit Kerstin Ott. Im selben Jahr nahm Carpendale mit der Kölner Band Bläck Fööss Bye Bye My Love auf, das anlässlich des 50-jährigen Bestehens der Band auf deren Jubiläumsalbum 5Ö – Das Jubiläumsalbum Bläck Fööss erschien.
Am 2. November 2024 soll das Jukebox-Musical Hello! Again? mit Carpendales Hits an der musikalischen Komödie in Leipzig Uraufführung feiern. Idee und Inszenierung stammen von Comedian Thomas Hermanns.
In einem Interview verriet er kürzlich, dass er im Januar 2026, also wenn er 80 wird, mit Tourneen aufhören möchte, nicht aber mit Konzerten. Die Abschiedstournee in Deutschland, Österreich und der Schweiz beginnt, laut Veranstalter Semmel Concerts, am 12. März 2026 in Riesa und endet am 18. April 2026 in Hamburg.

## Privatleben
Howard Carpendale war im Jahr 1963 südafrikanischer Jugendmeister im Kugelstoßen. In Köln spielte er in den 1960er Jahren unter anderem in der Rugby-Bundesliga beim ASV Köln. In den 1970er Jahren betätigte er sich in Deutschland als Formel-3-Fahrer.
Carpendale lebte in erster Ehe von 1976 bis 1984 mit Claudia Carpendale, geborene Hertzfeld. Die Scheidung erfolgte im Herbst/Winter 2005. Beide haben einen gemeinsamen Sohn, Wayne (* 1977). Seit 1983 lebt Carpendale mit der Amerikanerin Donnice Pierce zusammen, am 12. März 2018 heirateten sie. Aus dieser Beziehung stammt ein Sohn, Cass (* 1988). Zusammen mit Donnice Pierce lebt Carpendale in München.
Im Februar 2003 gab Carpendale bekannt, dass er an Multipler Sklerose erkrankt sei. 2023 gab Carpendale im Podcast Raus aus der Depression mit Harald Schmidt bekannt, seit Mitte der 2000er Jahre an Depressionen gelitten und einen dreimonatigen Klinikaufenthalt absolviert zu haben.

## Diskografie
Studioalben

| Jahr | Titel                           | Höchstplatzierung, Gesamtwochen/‑monate, AuszeichnungChartplatzierungen (Jahr, Titel, Platzierungen, Wochen/Monate, Auszeichnungen, Anmerkungen) | Höchstplatzierung, Gesamtwochen/‑monate, AuszeichnungChartplatzierungen (Jahr, Titel, Platzierungen, Wochen/Monate, Auszeichnungen, Anmerkungen) | Höchstplatzierung, Gesamtwochen/‑monate, AuszeichnungChartplatzierungen (Jahr, Titel, Platzierungen, Wochen/Monate, Auszeichnungen, Anmerkungen) | Anmerkungen                                                  |
| Jahr | Titel                           | DE | AT | CH | Anmerkungen                                                  |
| ---- | ------------------------------- | --- | --- | --- | ------------------------------------------------------------ |
| 1969 | Ich geb mir selbst ’ne Party    | — | — | — | Erstveröffentlichung: 1969                                   |
| 1969 | Howard Carpendale               | — | — | — | Erstveröffentlichung: 1969                                   |
| 1970 | Nr.1                            | — | — | — | Erstveröffentlichung: 1970                                   |
| 1972 | Eine Schwäche für die Liebe     | — | — | — | Erstveröffentlichung: 1972                                   |
| 1974 | Du fängst den Wind niemals ein  | — | — | — | Erstveröffentlichung: 1974                                   |
| 1975 | … und ich warte auf ein Zeichen | — | — | — | Erstveröffentlichung: 1975                                   |
| 1976 | Fremde oder Freunde             | — | — | — | Erstveröffentlichung: 1976                                   |
| 1976 | Howard Carpendale ’77           | — | — | — | Erstveröffentlichung: 1976                                   |
| 1977 | Jede Farbe ist schön            | — | — | — | Erstveröffentlichung: 1977                                   |
| 1977 | Nimm den nächsten Zug           | — | — | — | Erstveröffentlichung: 1977                                   |
| 1978 | … dann geh doch                 | — | — | — | Erstveröffentlichung: 1978                                   |
| 1978 | Und so gehen wir unsere Wege    | — | — | — | Erstveröffentlichung: 1978                                   |
| 1979 | Mein Weg zu dir                 | DE3 Gold · (28 Wo.)DE | AT13 (2 Mt.)AT | — | Erstveröffentlichung: 25. November 1979 Verkäufe: + 250.000  |
| 1980 | Eine Stunde für dich            | DE3 Gold · (22 Wo.)DE | — | — | Erstveröffentlichung: 6. Oktober 1980 Verkäufe: + 250.000    |
| 1981 | Such mich in meinen Liedern     | DE4 Gold · (19 Wo.)DE | — | — | Erstveröffentlichung: 2. November 1981 Verkäufe: + 250.000   |
| 1982 | Bilder meines Lebens            | DE9 (10 Wo.)DE | — | — | Erstveröffentlichung: 4. Oktober 1982                        |
| 1984 | Hello Again                     | DE3 Gold · (25 Wo.)DE | AT20 (1 Mt.)AT | CH7 (16 Wo.)CH | Erstveröffentlichung: 13. Februar 1984 Verkäufe: + 250.000   |
| 1984 | Howard Carpendale ’84           | DE8 Gold · (13 Wo.)DE | — | — | Erstveröffentlichung: 5. November 1984 Verkäufe: + 250.000   |
| 1985 | Mittendrin                      | DE6 Gold · (20 Wo.)DE | — | CH23 (4 Wo.)CH | Erstveröffentlichung: 26. August 1985 Verkäufe: + 250.000    |
| 1987 | Carpendale                      | DE11 Gold · (21 Wo.)DE | — | — | Erstveröffentlichung: 7. September 1987 Verkäufe: + 250.000  |
| 1989 | Carpendale ’90                  | DE7 (16 Wo.)DE | — | — | Erstveröffentlichung: 2. Oktober 1989                        |
| 1991 | Ganz nah                        | DE8 (25 Wo.)DE | — | — | Erstveröffentlichung: 11. Februar 1991                       |
| 1992 | Mit viel, viel Herz             | DE19 (17 Wo.)DE | AT36 (1 Wo.)AT | — | Erstveröffentlichung: 4. Mai 1992                            |
| 1992 | Welthits zum Träumen            | DE46 (9 Wo.)DE | — | — | Erstveröffentlichung: 30. November 1992                      |
| 1994 | Ich bin da!                     | DE7 (14 Wo.)DE | — | — | Erstveröffentlichung: 18. April 1994                         |
| 1995 | Howard Carpendale ’95           | DE26 (11 Wo.)DE | — | — | Erstveröffentlichung: 3. April 1995                          |
| 1996 | Kein Typ für eine Nacht         | DE45 (13 Wo.)DE | — | — | Erstveröffentlichung: 4. März 1996                           |
| 1998 | Lust auf mehr …                 | DE13 (7 Wo.)DE | — | — | Erstveröffentlichung: 26. Oktober 1998                       |
| 2001 | Alles OK                        | DE9 (14 Wo.)DE | AT55 (3 Wo.)AT | — | Erstveröffentlichung: 5. Februar 2001                        |
| 2003 | Der richtige Moment             | DE14 (10 Wo.)DE | AT36 (5 Wo.)AT | — | Erstveröffentlichung: 13. April 2003                         |
| 2007 | 20 Uhr 10                       | DE4 Platin · (29 Wo.)DE | AT19 Gold · (7 Wo.)AT | CH46 (4 Wo.)CH | Erstveröffentlichung: 2. November 2007 Verkäufe: + 210.000   |
| 2009 | Stark                           | DE2 Gold · (16 Wo.)DE | AT16 (5 Wo.)AT | CH80 (1 Wo.)CH | Erstveröffentlichung: 25. September 2009 Verkäufe: + 100.000 |
| 2011 | Das alles bin ich               | DE5 Gold · (12 Wo.)DE | AT12 (4 Wo.)AT | CH58 (2 Wo.)CH | Erstveröffentlichung: 25. Februar 2011 Verkäufe: + 100.000   |
| 2013 | Viel zu lang gewartet           | DE9 (16 Wo.)DE | AT12 (5 Wo.)AT | CH39 (2 Wo.)CH | Erstveröffentlichung: 25. Oktober 2013                       |
| 2015 | Das ist unsere Zeit             | DE2 Gold · (14 Wo.)DE | AT13 (3 Wo.)AT | CH52 (2 Wo.)CH | Erstveröffentlichung: 6. März 2015 Verkäufe: + 100.000       |
| 2017 | Wenn nicht wir.                 | DE8 (9 Wo.)DE | AT20 (4 Wo.)AT | CH31 (2 Wo.)CH | Erstveröffentlichung: 29. September 2017                     |
| 2023 | Let’s Do It Again               | DE2 (14 Wo.)DE | AT2 (9 Wo.)AT | CH8 (9 Wo.)CH | Erstveröffentlichung: 13. Oktober 2023                       |

grau schraffiert: keine Chartdaten aus diesem Jahr verfügbar

## Filmografie
- 1970: Musik, Musik – da wackelt die Penne (Kino)
- 1984: Niemand weint für immer (Kino)
- 1992: Wiedersehen in Kanada (Fernsehfilm)
- 1994: Matchball (Fernsehserie)
- 2012: Lebe dein Leben (Fernsehfilm)
- 2016: Unsere Zeit ist jetzt (Kino)

## Auszeichnungen
- Die Eins der Besten
  - 2016: in der Kategorie „Lebenswerk“
  - 2021: in der Kategorie „Lebenswerk“[20]
- ECHO Pop
  - 1993: in der Kategorie „Schlager/Volksmusik Künstler National/International“
  - 1996: in der Kategorie „Schlager/Volksmusik Künstler National/International“
  - 2004: in der Kategorie „Lebenswerk“
- Goldene Europa
  - 1978, 1987
- Goldene Stimmgabel
  - 1981, 1984, 1986, 1987
- Live Entertainment Award
  - 2009: in der Kategorie „Hallen- und Arena-Tournee des Jahres“ („20 Uhr 10“-Tour 2008)
- Löwe von Radio Luxemburg
  - 1974: „Silber“ (Du fängst den Wind niemals ein)
- Goldene Henne
  - 2023: in der Kategorie „Ehrenpreis“